# 葉月しのぶ
葉月 しのぶ（はづき しのぶ、本名 小林正子、8月2日生まれ）は、日本の漫画家。女性。血液型はA型。一男一女の母。
1985年、『WINGS』（新書館）1月号掲載の『Ladiesプラネット』でデビュー。新書館、東京三世社、光文社、角川書店等でファンタジーを主に活動を行う。代表作は『妖魔の封印』、『烈華封魔伝』など。

## 作品リスト
- ルナシティ ・シリーズ(新書館)
- フリーソルジャー (東京三世社)
- 妖魔の封印 (東京三世社)
- 幻羽 (新書館 - 日本エディターズ)
- サラマンダー・オーヴ (東京三世社)
- ツイン・クロス (角川書店)
- 烈華封魔伝 (光文社)
- 真・烈華封魔伝 (角川書店)
- ジンちゃんとあそぼ (角川書店)
- 極楽・仙姫 (光文社)